# Sleim Ammar
Sleim Ammar (arabisch سليم عمار, Tunesisch-Arabisch Slim Ammar; * 30. Juni 1927 in Sousse; † 6. November 1999 in Le Plessis-Robinson) war ein tunesischer Psychiater und Schriftsteller.

## Leben
Geboren 1927 in Sousse, schloss er seine Bildungslaufbahn 1954 mit einem Diplom in Medizin an der medizinischen Fakultät von Paris ab. Anschließend wurde er 1984 Honorarprofessor für Psychiatrie und medizinische Psychologie an der medizinischen Fakultät von Tunis.
Er war Mitglied der Vereinigung französischer Maghreb-Psychiater. Seit 1994 ist er außerdem Vizepräsident der International Society for the History of Medicine.
Sleim Ammar gilt als einer der Pioniere der nordafrikanischen Psychiatrie und ist für seine Gedichte auf Französisch und Arabisch bekannt. Er ist außerdem korrespondierendes Mitglied der Akademie für die arabische Sprache in Damaskus.

## Veröffentlichungen
- En souvenir de la médecine arabe - Quelques-uns de ses grands noms, Tunis, Imprimerie Bascone & Muscat, 1965.
- Poème de la médecine arabe, Tunis, Alif, 1990, 153 p. (ISBN 978-9973-716-18-7).
- Autopsie de la guerre, Tunis, L'Art de la composition, 1992, 168 p. (ISBN 978-9973-17-256-3).
- Poème de la folie, Tunis, L'Art de la composition, 1993, 302 p. (ISBN 978-9973-17-384-3).[4]
- Ibn Al Jazzar et l'école médicale de Kairouan, Sousse, Faculté de médecine Ibn El Jazzar de Sousse, 1994, 135 p. (ISBN 978-9973-17-480-2).
- Itinéraires: 153 poèmes écrits de 1987 à 1993, 1995, 387 p. (ISBN 978-9973-17-524-3).
- Problèmes de notre temps : 167 poèmes écrits de 1988 à 1995, Ben Arous, Imprimerie principale, 1996, 479 p. (ISBN 978-9973-17-649-3).
- Abû Bekr Er-Razi, Rhazès : le Galien des arabes, 1997, 200 p. (ISBN 978-9973-17-757-5).
- Ibn Sina Avicenne: la vie et l'œuvre, Tunis, L'Or du Temps, 1998, 134 p. (ISBN 978-9973-757-43-2).

## Auszeichnungen und Diplome
- 1966: Académie de médecine de Paris
- 1973: Premier prix intermaghrébien de médecine, Tunis
- 1984: Prix Médecine Maghreb, Paris
- 1986: Prix national de la vulgarisation scientifique, Tunis
- 1992: Prix international de psychiatrie de la Fondation Saugstad (teilen), Oslo